# مسجد گلستان
مسجد گلستان مربوط به اواخر دوره قاجار است و در نهبندان، خیابان قائم، کوچه مسجد گلستان واقع شده و این اثر در تاریخ ۵ آذر ۱۳۸۰ با شمارهٔ ثبت ۴۴۹۰ به‌عنوان یکی از آثار ملی ایران به ثبت رسیده است.